# 傷心酒店 (惠妮·休斯頓歌曲)
《傷心酒店》（英語：Heartbreak Hotel）是美國黑人女歌手惠妮·休斯頓在1998年12月份發行的單曲，這首單曲在美國告示牌單曲榜獲得第2名，節奏藍調單曲榜和舞曲榜皆獲得冠軍，單曲銷售在全美逾百萬張成為白金單曲。

## 資料

### 單曲簡介
〈傷心酒店〉最早收錄於惠妮·休斯頓個人第四張錄音室專輯《摯愛》（英語：My Love Is Your Love），這是一首曲風新穎的節奏藍調情歌，歌詞講述一個為情所傷女子對她愛人的控訴。這首歌曲除了由惠妮·休斯頓主唱之外，還請來了兩位好友費絲·伊凡（Faith Evans）以及凱莉·普萊斯（Kelly Price）助陣，三位實力派唱將不但共同詮釋〈傷心酒店〉，也在這首歌曲的音樂影片中一起入鏡。
〈傷心酒店〉和1956年貓王艾維斯·普里斯萊的冠軍名曲〈Heartbreak Hotel〉只是同名，兩首歌曲並無關係。

### 商業成績
〈傷心酒店〉是從專輯《摯愛》推出的第二首單曲，前一首與瑪麗亞·凱莉合唱的〈只要你相信〉在美國告示牌獲得第15名，〈傷心酒店〉在1998年12月26日進入單曲榜，首週成績為第84名，這首歌曲在單曲榜上升速度相當緩慢，1999年3月20日終於爬升至第2名，可惜遇到雪兒的超級巨作〈Believe〉因此連續三週坐二望一，〈傷心酒店〉在榜內停留時間長達28週，在該年度年終單曲排名高居第4名。〈傷心酒店〉在告示牌舞曲榜獲得一週冠軍，在節奏藍調單曲榜成績斐然，共拿下七週冠軍，是惠妮·休斯頓在該榜第三高的成績。〈傷心酒店〉在全美銷售突破1百萬張成為白金單曲，這是惠妮·休斯頓第五首百萬單曲。
1998年〈傷心酒店〉在美國發行單曲時，英國地區並未跟進，這首單曲直至2000年惠妮·休斯頓推出首張精選專輯時才在英國發行。〈傷心酒店〉在英國單曲榜最高成績為第25名。

### 獎項記錄評價
〈傷心酒店〉是惠妮·休斯頓生前唯一一首全美亞軍單曲，也是最後一首節奏藍調冠軍單曲，〈傷心酒店〉也是專輯《摯愛》中在美國地區成績最優異的一首單曲。

## 資料來源
1. ↑  .   [2016-10-05]. （原始内容存档于2016-03-29）.
2. ↑  .   [2016-10-05]. （原始内容存档于2019-10-23）.
3. ↑  .   [2016-10-05]. （原始内容存档于2015-06-02）.
4. ↑  .   [2016-10-05]. （原始内容存档于2016-08-10）.
5. ↑  .   [2016-10-05]. （原始内容存档于2018-02-11）.
6. ↑  .   [2016-10-05]. （原始内容存档于2019-06-22）.
7. ↑  .   [2016-10-05]. （原始内容存档于2018-06-18）.
8. ↑  .   [2016-10-05]. （原始内容存档于2019-09-27）.
9. ↑  .   [2016-10-05]. （原始内容存档于2019-08-21）.
10. ↑  .   [2016-10-05]. （原始内容存档于2015-04-02）.